# Robert Surridge
Robert Surridge war ein britischer Hersteller von Automobilen.

## Unternehmensgeschichte
Das Unternehmen aus dem Londoner Stadtteil Camberwell begann 1912 mit der Produktion von Automobilen. Der Markenname lautete Surridge. 1913 endete die Produktion.

## Fahrzeuge
Das einzige Modell war ein Cyclecar. Ein V2-Motor von den Fafnir-Werken leistete 8 PS. Die Kraftübertragung erfolgte über ein Reibradgetriebe und eine Kette auf eines der Hinterräder. Das Fahrgestell bestand aus Holz, das mit Stahlplatten verstärkt war.